# Катерина Парр
Катерина Парр (Кетрін Перр, англ. Catherine Parr; 1512 — 5 вересня 1548) — королева Англії, шоста і остання дружина (1543—1547) Генріха VIII. З усіх королев Англії мала найбільшу кількість шлюбів — чотири.

## Дитинство і юність
Катерина Парр народилася близько 1512 року першою дитиною в родині сера Томаса Парра і леді Мод Грін. Місце народження достеменно невідомо — це могло статися і в батьківському замку Кендал в графстві Уестморленд, і в Лондоні, де сімейство Парр володіло будинком в районі Блекфрайерс.
Дитинство Катерини Парр пройшло в замку Кендал, яким її рід володів з XIV століття. Рано втративши батька (помер в 1517 році), Катерина відчула себе дорослою і відповідальною за свої вчинки. Вона багато і охоче вчилася, хоча вивчення іноземних мов і філософії не входило в програму виховання знатної леді XVI століття.
Катерині Парр було всього 14 або 15, коли її видали заміж за літнього шістдесятилітнього лорда Едварда Боро. Весілля відбулося в 1526 році. Сімейне життя подружжя було щасливим: Катерина зуміла стати справжньою подругою дітям чоловіка, майже вдвічі старшим від неї. У 1529 році овдовіла.

## Двічі вдова
1530 року Катерина отримала нову пропозицію шлюбу від вдівця Джона Невілла, лорда Латімера. Прийнявши пропозицію, переселилася до чоловіка в Снейп-Касл, де знову опинилася в ролі мачухи — Латімер мав дочку Маргарет від першого шлюбу.
У другій половині 1530-х Латімер часто бували при дворі короля, і Генріх VIII ставився до пари досить дружньо.
Після страти своєї п'ятої дружини, Катерини Говард, Генріх все частіше звертав увагу на розумну і привітну леді Латімер. Їй був 31 рік, що за мірками XVI століття не вважалося віком юності, однак, король і сам був далеко не молодий.
Лорд Латімер в той час був тяжко хворий і надій на одужання не залишалося. Коли 1543 року він помер, король почав наполегливо залицятися до леді Латімер.

## Королева Англії
|                                                                                     |  |  |
| Генріх VIII і Катерина Парр. Портрет роботи Ганса Гольбейна Молодшого, близько 1545 |  |  |

 Першою реакцією леді Латімер на пропозицію короля стати його «втіхою в старості» був переляк (попередніх п'ятьох дружин Генріх стратив або відіслав у монастир). Генріх не залишив свого наміру одружуватися, і Катерина погодилася.
12 липня 1543 року в королівській каплиці Хемптон-Корта відбулося вінчання. Весілля було зіграно в Віндзорі, де королівський двір залишався до серпня.
З перших днів життя з Генріхом Парр сфокусувалася на покращенні сімейних стосунків. Особливою увагою користувалася принцеса Єлизавета, дочка страченої Анни Болейн. Між мачухою і падчеркою зав'язалася міцна дружба — вони вели активну переписку і часто влаштовували філософські бесіди. З іншою дочкою Генріха, принцесою Мері, королева не мала настільки тісних стосунків. Причиною тому була релігійна нетерпимість католички Мері до протестантки Катерини Парр. Принц Едуард не відразу перейнявся любов'ю до мачухи, проте вона зуміла привернути і його на свій бік. Крім того, королева уважно стежила за навчанням спадкоємця престолу.
У 1545—1546 роках здоров'я короля погіршилося настільки, що він уже не міг повною мірою займатися вирішенням державних проблем. При цьому його недовірливість і підозрілість набували загрозливого характеру. Катерина кілька разів була на краю загибелі: у неї були впливові вороги, і король міг повірити їм, а не дружині. На той момент страти королев в Англії вже мало кого дивували. Король кілька разів ухвалював рішення про арешт Катерини, але щоразу відмовлявся від цього кроку. Причиною королівської немилості був в основному радикальний протестантизм Катерини, захопленої ідеями Лютера. 28 січня 1547 Генріх VIII помер. В травні того ж року вдова королева одружилася з Томасом Сеймуром, братом Джейн Сеймур.

## Леді Сеймур

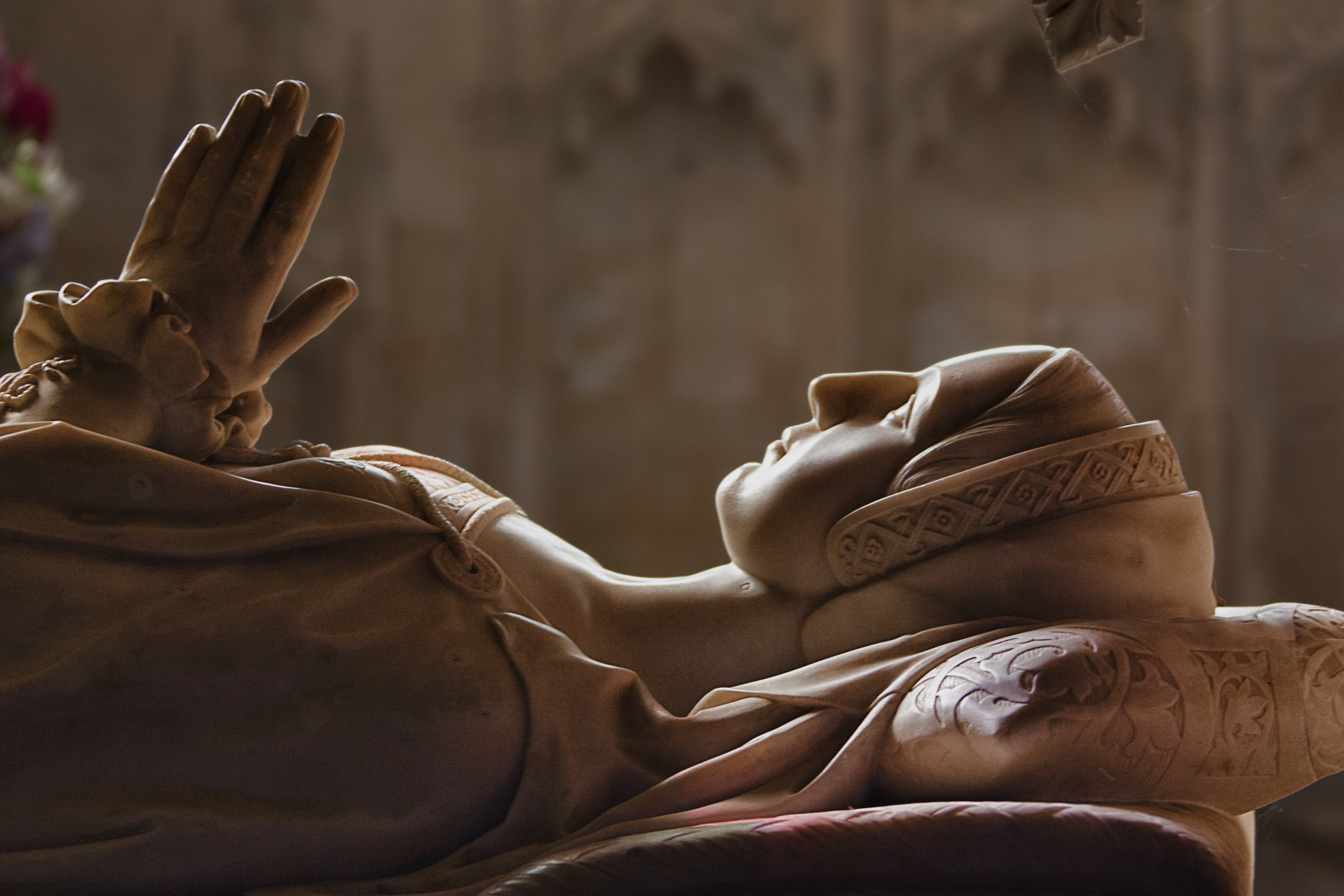
Надгробок Катерини Парр в замку Садели, Глостершир

Томас Сеймур був далекоглядним і, зробивши пропозицію Катерині, він розраховував стати чоловіком регентки. Однак його надії не виправдалися. Крім того, доньки Генріха, принцеси Єлизавета й Марія, поставилися до шлюбу неприязно. Едуард навпаки — висловив захоплення тим, що його улюблені дядько і мачуха створили сім'ю.
Сімейне життя Катерини з лордом Сеймура не було щасливим. Молодий привабливий лорд зраджував дружині з юними придворними дамами. Існує версія і про взаємну любов юної принцеси Єлизавети та Томаса Сеймура.
Коли Катерина завагітніла, Сеймур знову перетворився на відданого чоловіка. В кінці серпня 1548 року Катерина народила дочку Мері і померла 5 вересня 1548 від пологової гарячки, розділивши долю багатьох жінок своєї епохи.
Незважаючи на те, що Парр була в чотирьох шлюбах, Мері Сеймур була її єдиною дитиною. Про її подальшу долю практично нічого не відомо; коли батька її було страчено, а його маєток конфісковано, вона залишилася сиротою на вихованні у близької подруги королеви, герцогині Саффолк. Востаннє вона згадується 1550 року в дворічному віці; можливо, вона померла в дитинстві або прожила життя в безвісті (про що існує ряд припущень, що ґрунтуються на неоднозначних аргументах).

## Катерина Парр у мистецтві
- Катерина Парр є головною героїнею роману Джин Плейді «Шоста дружина Генріха VIII» (англ. The Sixth Wife The Sixth Wife), 1953 рік.
- Катерині Парр присвячений роман Елізабет Фрімантл «Гамбіт королеви».
- Катерина Парр — головна героїня роману Філіппи Грегорі «Приборкання королеви».
- У телесеріалі каналу Showtime «Тюдори» в ролі Катерини Парр знялася Джоелі Річардсон.